# Saut à ski aux Deaflympics
La Saut à ski aux Deaflympics d'hiver est une discipline olympique aux Deaflympics d'hiver de 1953 à Oslo jusqu'aux Deaflympics d'hiver de 1959 à Crans-Montana. Les champions en titre sont chez les hommes la Norvège.

## Histoire
On note que trois édition de cette épreuve et on compte que 2 sportifs pas norvégiens pour cette épreuve: un autrichien et un canadien.

## Palmarès

### Hommes
Le tableau suivant retrace pour chaque édition de la compétition le palmarès du tournoi et la nation hôte.
| N°                   | Édition                     | Ville hôte    | Or            | Argent       | Bronze          |
| -------------------- | --------------------------- | ------------- | ------------- | ------------ | --------------- |
| 1                    | Deaflympics d'hiver de 1953 | Oslo          | Ola Moon (no) | Per Sikko    | Finn Olav Gjøen |
| 2                    | Deaflympics d'hiver de 1955 | Oberammergau  | Per Hauklien  | Osvald Olsen | Gunnar Løvskeid |
| 3                    | Deaflympics d'hiver de 1959 | Crans-Montana | Per Hauklien  | Osvald Olsen | Ernie Marwick   |
| Fin de cette épreuve |                             |               |               |              |                 |

## Tableau des médailles

### Hommes
| Rang | Nation          | Or | Argent | Bronze | Total |
| ---- | --------------- | -- | ------ | ------ | ----- |
| 1    | Per Hauklien    | 2  | 0      | 0      | 2     |
| 2    | Osvald Olsen    | 0  | 2      | 0      | 2     |
| 3    | Per Sikko       | 0  | 1      | 0      | 1     |
| 4    | Finn Olav Gjøen | 0  | 0      | 1      | 1     |
| 4    | Gunnar Løvskeid | 0  | 0      | 1      | 1     |
| 4    | Ernie Marwick   | 0  | 0      | 1      | 1     |